# Bent, Iran
Bent (persiska: بنت) är en ort i Iran.   Den ligger i provinsen Sistan och Baluchistan, i den sydöstra delen av landet, 1 300 km sydost om huvudstaden Teheran. Bent ligger 392 meter över havet och antalet invånare är 4 302.
Terrängen runt Bent är platt åt sydväst, men åt nordost är den kuperad. Runt Bent är det mycket glesbefolkat, med 7 invånare per kvadratkilometer. Det finns inga andra samhällen i närheten. Trakten runt Bent är ofruktbar med lite eller ingen växtlighet.